# Lycoderes phasianus
Lycoderes phasianus är en insektsart som beskrevs av Fowler. Lycoderes phasianus ingår i släktet Lycoderes och familjen hornstritar. Inga underarter finns listade i Catalogue of Life.